# Katharine Burdsall
Katharine Burdsall-Heller es una jinete estadounidense que compitió en la modalidad de salto ecuestre. Ganó una medalla de oro en el Campeonato Mundial de Saltos Ecuestres de 1986 y una medalla de plata en los Juegos Panamericanos de 1987, ambas en la prueba por equipos.

## Palmarés internacional
| Campeonato Mundial   | Campeonato Mundial            | Campeonato Mundial | Campeonato Mundial |
| Año                  | Lugar                         | Medalla            | Categoría          |
| -------------------- | ----------------------------- | ------------------ | ------------------ |
| 1986                 | Aquisgrán (RFA)               | Medalla de oro     | Por equipos        |
| Juegos Panamericanos |                               |                    |                    |
| Año                  | Lugar                         | Medalla            | Categoría          |
| 1987                 | Indianápolis (Estados Unidos) | Medalla de plata   | Por equipos        |